# NGC 1637
NGC 1637 este o hi (21cm) source⁠(d) situată în constelația Eridanul. A fost descoperită în 1 noiembrie 1786 de către William Herschel. Se află la o distanță de 17,46 megaparseci de Pământ.